# Scene World Magazine
Scene World Magazine  è una rivista on-line per il Commodore 64, pubblicata regolarmente a partire dal febbraio 2001.
La rivista pubblica due numeri della rivista su disco all'anno, generalmente in estate e in inverno, con video interviste in programma in concomitanza con l'uscita delle riviste su disco. Podcast e rassegne video vengono pubblicati su base quindicinale, e non seguono il programma di uscita della rivista.

## Storia
Il progetto venne creato nel novembre del 2000 da numerose persone appassionate del C64, grazie all'iniziativa di Joerg Droege. Il sistema di presentazione iniziale della rivista è stato programmato da Robin Harbron, che ebbe poi successo come uno degli sviluppatori del dispositivo di gioco C64 Direct-to-TV. Harbron ha smesso di sostenere attivamente la rivista nel 2001; il sistema di presentazione è stato poi documentato, modificato, e aggiornato da vari editori e membri dello staff. Scene World ha ricevuto l'attenzione dei media in diverse occasioni. Nel marzo del 2001, Droege è stato intervistato dal canale radiofonico tedesco Bayern 3. Nell'ottobre del 2005, Droege è stato intervistato dalla rivista tedesca Lotek64 e nel 2013 dalla rivista in tedesco LOAD # 2.
Inoltre, Scene World ha collaborato nel 2003 con il disk magazine Loadstar (ISSN 0886-4144) per una promozione congiunta di Wild West.

## Contenuti e descrizione
La rivista si rivolge a un pubblico che non appartiene a una specifica sottocultura della scena cracking o demo, verso la quale, al contrario, si concentrano la maggior parte delle riviste. Ha ottenuto diverse interviste con numerosi pionieri dell'industria informatica correlati e no alla Commodore.
I numeri della rivista sono scaricabili come immagine disco (.d64) da utilizzare con un emulatore o vero hardware del Commodore. Il testo della rivista è fornito di un software di presentazione. Questo software permette agli utenti di selezionare e leggere articoli e scorrere il testo, consentendo loro anche di cambiare il colore al testo e allo sfondo, cambiare i caratteri, alternare i logo, e selezionare la musica oppure il silenzio.
Il supporto per il mouse Commodore 1351 è una caratteristica unica del sistema attuale; durante la pianificazione iniziale, Droege ha ritenuto che gli utenti americani sarebbero stati più inclini ad apprezzare la rivista se assomigliava all'ambiente operativo GEOS della Berkeley Softworks.
Il testo della rivista è diviso in articoli o capitoli, e coprono argomenti che spaziano dalle novità agli aggiornamenti, interviste (solo testo o trascritte da interviste video), opinioni e contenuti editoriali, rapporti sui demo per Commodore 64, e release chart. Oltre ai file specifici Commodore, in ogni numero è inoltre inclusa una immagine in PDF di una copertina per il floppy disk. Queste diskcover possono essere stampate per creare una custodia dedicata alle persone che usano i dischetti fisici.

## Contenuti multimediali
Nel 2012 Droege ha ampliato le attività non su disco di Scene World Magazine per concentrarsi su interviste video, inizialmente con Michael Tomczyk e John Draper, e in seguito con altri pionieri tecnologici come Martin Cooper, Jeroen Tel, Bil Herd, Chuck Peddle, Yash Terakura, Walter Day,James Bach, Alexey Pajitnov, Stewart Cheifet, Chris Huelsbeck, Jeri Ellsworth e Ralph H. Baer. L'intervista con Baer, in particolare, ha ottenuto una notevole attenzione, essendo l'ultima e più lunga intervista concessa prima della sua morte, avvenuta nel dicembre 2014.
Nel mese di luglio 2014 Scene World viene nuovamente ampliato con un audio per podcast, condotto dal membro dello staff editoriale AJ Heller (con Droege come co-conduttore), per concentrarsi principalmente sul personalità della tecnologia e giornalisti che sono attualmente attivi e promuovono prodotti o servizi. Gli argomenti fino a oggi hanno incluso il copyright, social network, sicurezza e privacy. Il giornalista Lars Sobiraj,  Frederik Schreiber e Mike Nielsen di 3D Realms,
Matt Falcus e Sven Vössing di Cinemaware, SiREN e Esper dei Frag Dolls, squadra professionista di gioco della Ubisoft, e Charles Martinet, il doppiatore, tra le altre cose, della serie Mario, e Jay Maynard, un cosplayer famoso per il suo costume basato sul film Tron, noto come il Tron Guy.
Nel mese di giugno 2015 Droege ha ampliato ulteriormente la presenza online di Scene World con un canale Twitch.tv di streaming TV. Questo canale ospita interviste dal vivo, condotte dal personale, e viene utilizzato per creare programmazione originale, così come per la partecipazione in streaming del personale in tempo reale e per gli eventi di beneficenza.
Dal mese di agosto 2015 Scene World è parte dell'area retrogaming nella sezione famiglia e amici della fiera del videogioco Gamescom, in esecuzione dentro una cabina insieme al gruppo musica di retrogame Hans Hiscore, in cui le persone possono interagire con il personale e leggere la rivista in diretta su un vero C64, così come ascoltare musica dei giochi per Atari e Commodore 64 nella parte di cabina degli Hans Hiscore.
Nel dicembre 2015 il canale YouTube di Scene World ha cominciato a ospitare le videorecensioni di nuovo hardware e software per Commodore 64, a cominciare da una recensione di un nuovo adattatore C64 wifi, progettato da Leif Bloomquist, che ha guadagnato un po' di copertura sulla stampa internazionale e tedesca.

## Iniziative benefiche e raccolte fondi
A seguito del podcast con la squadra professionale di gioco dei Frag Dolls di Ubisoft, i membri dello staff di Scene World, Droege e Heller, si sono impegnati a partecipare all'organizzazione caritatevole Extra Life (raccolta fondi). I due raccolgono fondi per la Illuminate Team (ex squadra Frag Dolls) nel 2015 e partecipano con la propria squadra Scene World dal 2016.
Dal mese di agosto 2016 Scene World è anche impegnato a partecipare alla raccolta fondi per la Fondazione AbleGamers come Team Scene World.